# Premier ministre des Îles Caïmans
Le Premier ministre des îles Caïmans (en anglais : Premier of the Cayman Islands) est le chef du gouvernement des îles Caïmans. La fonction est l'équivalent de celui de ministre en chef ou de Premier ministre dans les autres territoires britanniques d'outre-mer. Avant 2009, le Premier ministre est connu sous le nom de chef des affaires gouvernementales.
Le Premier ministre et son cabinet — composé des ministres les plus importants — sont collectivement responsables de leurs actions politiques devant le roi Charles III, le Parlement des îles Caïmans, leur parti politique et, en fin de compte, les électeurs.
L'actuel titulaire est André Ebanks depuis le 6 mai 2025.

## Historique
Jusqu'en 2003, le poste n'a pas de reconnaissance officielle, mais il est officialisé par une ordonnance du gouvernement du Royaume-Uni en juin 2003, qui instaure un chef des affaires gouvernementales (Leader of Government Business) et un chef de l'opposition. Cette adoption du système de Westminster suscite aussi la création de partis politiques modernes aux Îles Caïmans.
D'autres modifications constitutionnelles apportées en 2009 modifient ses attributions pour les aligner sur celles des autres Premiers ministres des territoires britanniques d'outre-mer et lui donnent son titre actuel  de Premier ministre (Premier).

## Liste
| No                                             | Portrait                                       | Titulaire (Naissance-mort)                     | Élection                                       | Mandat                                         | Mandat                                         | Mandat                                         | Parti politique                                | Parti politique                                |
| No                                             | Portrait                                       | Titulaire (Naissance-mort)                     | Élection                                       | Début                                          | Fin                                            | Durée                                          | Parti politique                                | Parti politique                                |
| Chef des affaires gouvernementales (1992-2009) | Chef des affaires gouvernementales (1992-2009) | Chef des affaires gouvernementales (1992-2009) | Chef des affaires gouvernementales (1992-2009) | Chef des affaires gouvernementales (1992-2009) | Chef des affaires gouvernementales (1992-2009) | Chef des affaires gouvernementales (1992-2009) | Chef des affaires gouvernementales (1992-2009) | Chef des affaires gouvernementales (1992-2009) |
| ---------------------------------------------- | ---------------------------------------------- | ---------------------------------------------- | ---------------------------------------------- | ---------------------------------------------- | ---------------------------------------------- | ---------------------------------------------- | ---------------------------------------------- | ---------------------------------------------- |
| 1                                              | Thomas Jefferson                               | Thomas Jefferson (1940-2006)                   | 1992                                           | 25 novembre 1992                               | 26 avril 1995                                  | 2 ans, 5 mois et 1 jour                        |                                                | Indépendant                                    |
| 2                                              | Truman Bodden                                  | Truman Bodden (né en 1945)                     | 1996                                           | 26 avril 1995                                  | 15 novembre 2000                               | 5 ans, 6 mois et 20 jours                      |                                                | Indépendant                                    |
| 3                                              | Kurt Tibbetts                                  | Kurt Tibbetts (né en 1954)                     | 2000                                           | 15 novembre 2000                               | 8 novembre 2001                                | 11 mois et 24 jours                            |                                                | Indépendant                                    |
| 4                                              | McKeeva Bush                                   | McKeeva Bush (né en 1955)                      | —                                              | 8 novembre 2001                                | 18 mai 2005                                    | 3 ans, 6 mois et 10 jours                      |                                                | CDP                                            |
| 5                                              | Kurt Tibbetts                                  | Kurt Tibbetts (né en 1954)                     | 2005                                           | 18 mai 2005                                    | 27 mai 2009                                    | 4 ans et 9 jours                               |                                                | PPM                                            |
| (4)                                            | McKeeva Bush                                   | McKeeva Bush (né en 1955)                      | 2009                                           | 27 mai 2009                                    | 5 novembre 2009                                | 5 mois et 9 jours                              |                                                | CDP                                            |
| Premier ministre (depuis 2009)                 |                                                |                                                |                                                |                                                |                                                |                                                |                                                |                                                |
| 1                                              | McKeeva Bush                                   | McKeeva Bush (né en 1955)                      | —                                              | 6 novembre 2009                                | 19 décembre 2012                               | 3 ans, 1 mois et 13 jours                      |                                                | CDP                                            |
| 2                                              | Juliana O'Connor-Connolly                      | Juliana O'Connor-Connolly (née en 1961)        | —                                              | 19 décembre 2012                               | 29 mai 2013                                    | 5 mois et 10 jours                             |                                                | Indépendant                                    |
| 3                                              | Alden McLaughlin                               | Alden McLaughlin (né en 1961)                  | 2013 2017                                      | 29 mai 2013                                    | 21 avril 2021                                  | 7 ans, 10 mois et 23 jours                     |                                                | PPM                                            |
| 4                                              | Wayne Panyon                                   | Wayne Panton (né en 1964)                      | 2021                                           | 21 avril 2021                                  | 15 novembre 2023                               | 2 ans, 6 mois et 25 jours                      |                                                | Indépendant                                    |
| (2)                                            | Juliana O'Connor-Connolly                      | Juliana O'Connor-Connolly (née en 1961)        | —                                              | 15 novembre 2023                               | 6 mai 2025                                     | 1 an, 5 mois et 21 jours                       |                                                | UPM (en)                                       |
| 5                                              | André Ebanks                                   | André Ebanks                                   | 2025                                           | 6 mai 2025                                     | en fonction                                    | 1 mois et 9 jours                              |                                                | TCCP                                           |